# Central nuclear de Ikata
La Central nuclear de Ikata (伊方原子力発電所 Ikata Genshiryoku-hatsudensho?) es una central nuclear que se encuentra en el pueblo de Ikata del Distrito de Nishiuwa de la prefectura de Ehime en Japón. Pertenece a la empresa Energía Eléctrica de Shikoku (四国電力 Shikoku-denryoku?).

## Generadores

### Número 1
- Tipo: Reactor de agua a presión
- Inicio de funcionamiento: 30 de septiembre de 1977
- Capacidad de generación: 566 MW

### Número 2
- Tipo: Reactor de agua a presión
- Inicio de funcionamiento: 19 de marzo de 1982
- Capacidad de generación: 566 MW

### Número 3
- Tipo: Reactor de agua a presión
- Inicio de funcionamiento: 15 de diciembre de 1994
- Capacidad de generación: 890 MW